# Pluie du diable
 (février 2024).
Si vous disposez d'ouvrages ou d'articles de référence ou si vous connaissez des sites web de qualité traitant du thème abordé ici, merci de compléter l'article en donnant les références utiles à sa vérifiabilité et en les liant à la section « Notes et références ».
Pour les articles homonymes, voir La Pluie du diable pour le film américain de Robert Fuest sorti 1975.
Pour plus de détails, voir Fiche technique et Distribution.
Pluie du diable est un documentaire français réalisé par Philippe Cosson, sorti en 2009, sur le sujet des bombes à sous-munitions et des dégâts qu'elles provoquent au Laos.

## Fiche technique
- Titre : Pluie du diable
- Réalisation : Philippe Cosson
- Scénario : Philippe Cosson
- Photographie : Philippe Cosson
- Montage : Anny Danché
- Musique : John Edwin Graf
- Producteur : Philippe Cosson
- Société de production : Zagarianka productions
- Distribution : BAC Films
- Pays d’origine :  France
- Langue : français
- Genre : documentaire
- Durée : 90 min.
- Date de sortie : 2009